# Quỷ quyệt 3
Insidious: Chapter 3 là bộ phim kinh dị siêu nhiên của Mỹ - Canada năm 2015 do Leigh Whannell viết kịch bản và đạo diễn trong phim đạo diễn đầu tay. Đây là phim phần trước của hai phim đầu tiên và phần thứ ba trong loạt phim kinh dị loạt phim Insidious. Bộ phim gồm các diễn viên Dermot Mulroney và Stefanie Scott, với Angus Sampson, Whannell và Lin Shaye đóng lại vai diễn của họ trong các phim trước. Bộ phim được phát hành vào ngày 5 tháng 6 năm 2015 và thu về $113 triệu USD với kinh phí $10–11,2 triệu USD.